# Helen Shapiro
Helen Kate Shapiro (28 de setembro de 1946) é uma cantora britânica. Obteve grande êxito nos anos 60 com singles como "You Don't Know" e "Walkin' Back to Happiness", que alcançaram o topo das paradas musicais do Reino Unido.
Trabalhou também como atriz, participando de peças, musicais e telenovelas. 

## Discografia

### Singles de sucesso
- 1961 "Don't Treat Me Like A Child" (3ª colocação na UK Singles Chart)
- 1961 "Walkin' Back to Happiness" (1ª colocação na UK Singles Chart)
- 1962 "You Don't Know" (1ª colocação na UK Singles Chart)
- 1962 "Tell Me What He Said" (2ª colocação na UK Singles Chart)
- 1962 "Let's Talk About Love" (23ª colocação na UK Singles Chart)
- 1962 "Little Miss Lonely"(8ª colocação na UK Singles Chart)
- 1963 "Keep Away From Other Girls" (40ª colocação na UK Singles Chart)
- 1963 "Queen For Tonight" (33ª colocação na UK Singles Chart)
- 1963 "Woe Is Me" - 1963 (35ª colocação na UK Singles Chart)
- 1963 "Look Who It Is" (47ª colocação na UK Singles Chart)
- 1963 "No Trespassing" / "Not Responsible" (1ª colocação na Austrália)
- 1964 "Fever" - 1964 (38ª colocação na UK Singles Chart)

### Álbuns
- 1962 'Tops' With Me (Columbia)
- 1963 Helen's Sixteen (Columbia)
- 1963 Helen In Nashville (Columbia)
- 1964 Helen Hit's Out! (Columbia)
- 1965 Hits and a Miss Helen Shapiro (EMI Encore)

### Coletâneas
- 1974 The Very Best Of Helen Shapiro (EMI)
- 1983 Straighten Up and Fly Right (Oval)
- 2007 The Very Best Of Helen Shapiro (EMI)